# Дадашева Мілана Камілханівна
Мілана Камілханівна Дадашева (рос. Дадашева Милана Камилхановна; нар. 20 лютого 1995, Ізбербаш, Дагестан) — російська борчиня вільного стилю, дворазова бронзова призерка чемпіонатів Європи , чемпіонка світу серед студентів, володарка Кубку Європейських націй, учасниця Олімпійських ігор. Майстер спорту Росії міжнародного класу з вільної боротьби.

## Життєпис
Народилась в місті Ізбербаші. Згодом родина перебралася до Махачкали, де Мілана і почала займатися боротьбою. До цього займалася дзюдо, але у 2010 році отримала запрошення виступити на першості міста з боротьби, яке і виграла. Після цього зробила вибір на користь вільної боротьби.
Тренувалася в Махачкалінськой ДЮСШ під керівництвом Касума Насрудінова. Після переходу в дорослий спорт Мілана почала тренуватися у Світлани Грачової.
Бронзова призерка чемпіонату Росії (2012, 2015), перше місце на передолімпійському чемпіонаті Росії з вільної боротьби (2016).
Дворазова бронзова призерка чемпіонатів світу серед юніорів (2014, 2015), чемпіонка (2015) та бронзова призерка (2012) чемпіонатів Європи серед юніорів. Бронзова призерка чемпіонату Європи 2016 року серед молоді.
Має дві вищі освіти: у сфері народного господарства і фізкультури.

## Спортивні результати на міжнародних змаганнях

### Виступи на Олімпіадах
| Змагання                    | Збірна | Вагова категорія          | Місце |
| --------------------------- | ------ | ------------------------- | ----- |
| Літні Олімпійські ігри 2016 | Росія  | жіноча боротьба, до 48 кг | 11    |

### Виступи на Чемпіонатах Європи
| Змагання                         | Збірна | Вагова категорія          | Місце  |
| -------------------------------- | ------ | ------------------------- | ------ |
| Чемпіонат Європи з боротьби 2017 | Росія  | жіноча боротьба, до 48 кг | 5      |
| Чемпіонат Європи з боротьби 2018 | Росія  | жіноча боротьба, до 50 кг | Бронза |
| Чемпіонат Європи з боротьби 2020 | Росія  | жіноча боротьба, до 50 кг | Бронза |

### Виступи на Кубках світу
| Змагання                    | Збірна | Вагова категорія | Місце |
| --------------------------- | ------ | ---------------- | ----- |
| Кубок світу з боротьби 2019 | Росія  | команда          | 6     |

### Виступи на інших змаганнях
| Змагання                                                  | Збірна | Вагова категорія          | Місце  |
| --------------------------------------------------------- | ------ | ------------------------- | ------ |
| Київський Міжнародний турнір з боротьби 2013              | Росія  | жіноча боротьба, до 48 кг | 16     |
| Гран-прі Німеччини з боротьби 2013                        | Росія  | жіноча боротьба, до 48 кг | Бронза |
| Турнір Олександра Медведя 2014                            | Росія  | жіноча боротьба, до 48 кг | 12     |
| Кубок Алроси 2015                                         | Росія  | жіноча боротьба, до 48 кг | Золото |
| Гран-прі Парижа з боротьби 2016                           | Росія  | жіноча боротьба, до 48 кг | Бронза |
| Чемпіонат Росії з боротьби 2016                           | Росія  | жіноча боротьба, до 48 кг | Золото |
| Чемпіонат світу з боротьби серед студентів 2016           | Росія  | жіноча боротьба, до 53 кг | Золото |
| Кубок Європейських націй з боротьби 2016                  | Росія  | команда                   | Золото |
| Гран-прі «Іван Яригін» 2017                               | Росія  | жіноча боротьба, до 48 кг | Бронза |
| Турнір Яшара Догу 2017                                    | Росія  | жіноча боротьба, до 48 кг | Золото |
| Гран-прі «Іван Яригін» 2018                               | Росія  | жіноча боротьба, до 50 кг | 20     |
| Турнір Дана Колова — Николи Петрова 2018                  | Росія  | жіноча боротьба, до 50 кг | Срібло |
| Чемпіонат світу з боротьби серед військовослужбовців 2018 | Росія  | жіноча боротьба, до 53 кг | Бронза |
| Всесвітні ігри військовослужбовців 2019                   | Росія  | жіноча боротьба, до 53 кг | Бронза |
| Турнір Маттео Пелліцоне 2020                              | Росія  | жіноча боротьба, до 50 кг | 7      |
| Klippan Lady Open 2018                                    | Росія  | жіноча боротьба, до 50 кг | 13     |
| Турнір Олександра Медведя 2018                            | Росія  | жіноча боротьба, до 53 кг | Золото |

### Виступи на змаганнях молодших вікових груп
| Змагання                                       | Збірна | Вагова категорія          | Місце  |
| ---------------------------------------------- | ------ | ------------------------- | ------ |
| Чемпіонат Європи з боротьби серед юніорів 2012 | Росія  | жіноча боротьба, до 48 кг | Бронза |
| Чемпіонат Європи з боротьби серед юніорів 2013 | Росія  | жіноча боротьба, до 48 кг | 7      |
| Чемпіонат світу з боротьби серед юніорів 2014  | Росія  | жіноча боротьба, до 48 кг | Бронза |
| Чемпіонат Європи з боротьби серед юніорів 2015 | Росія  | жіноча боротьба, до 48 кг | Золото |
| Чемпіонат світу з боротьби серед юніорів 2015  | Росія  | жіноча боротьба, до 48 кг | Бронза |
| Чемпіонат Європи з боротьби серед молоді 2016  | Росія  | жіноча боротьба, до 48 кг | Бронза |
| Чемпіонат Європи з боротьби серед молоді 2018  | Росія  | жіноча боротьба, до 50 кг | 9      |